# Hét
Hét este un sat în districtul Putnok, județul Borsod-Abaúj-Zemplén, Ungaria, având o populație de 513 locuitori (2011). 

## Demografie
Componența etnică a satului Hét
     Maghiari (98,08%)
     Necunoscut (1,92%)
     Alții (1,92%)
Componența confesională a satului Hét
     Reformați (51,46%)
     Romano-catolici (21,64%)
     Fără religie (8,19%)
     Greco-catolici (1,56%)
     Necunoscută (17,15%)
Conform recensământului din 2011, satul Hét avea 513 locuitori. Din punct de vedere etnic, majoritatea locuitorilor (98,08%) erau maghiari. Apartenența etnică nu este cunoscută în cazul a 1,92% din locuitori.  Din punct de vedere confesional, majoritatea locuitorilor (51,46%) erau reformați, existând și minorități de romano-catolici (21,64%), persoane fără religie (8,19%) și greco-catolici (1,56%). Pentru 17,15% din locuitori nu este cunoscută apartenența confesională.